# UPT II PD Harapan
UPT II PD Harapan is een bestuurslaag in het regentschap Aceh Selatan van de provincie Atjeh, Indonesië. UPT II PD Harapan telt 192 inwoners (volkstelling 2010).